# Воздухообрабатывающая установка

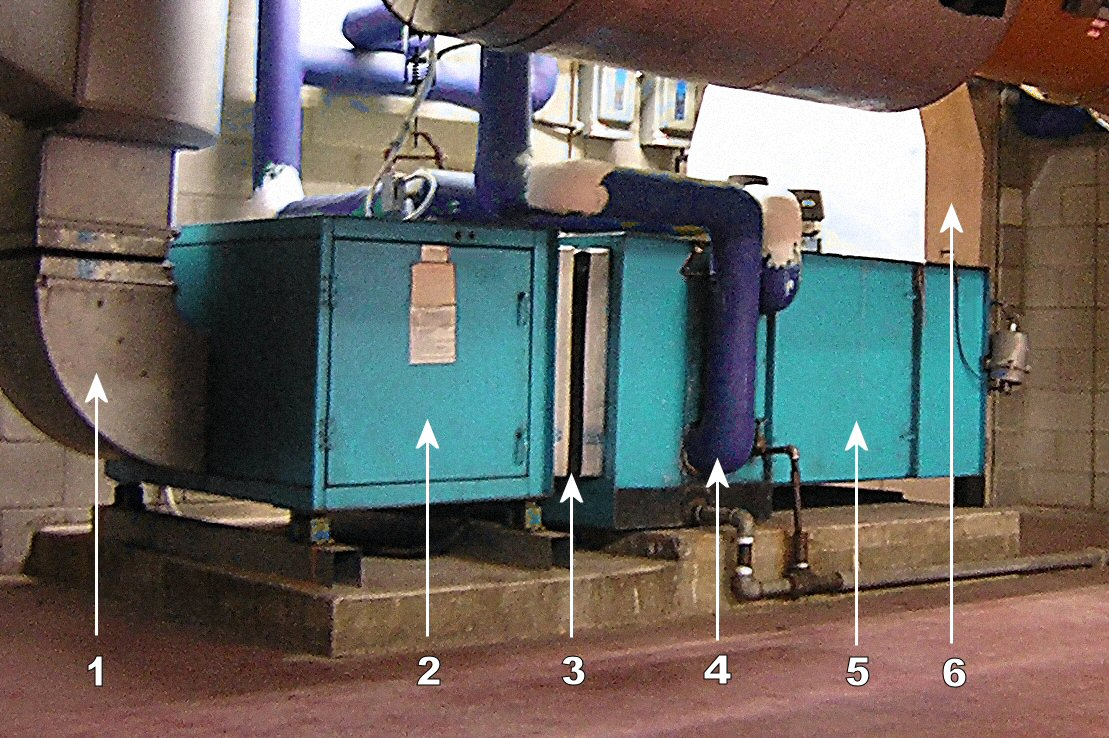
Воздухообрабатывающий агрегат; на этом примере поток воздуха имеет направление справа налево. 1 — приточный воздуховод; 2 — вентилятор; 3 — виброизоляция; 4 — нагревающий и/или охлаждающий змеевик; 5 — фильтры; 6 — смешанный воздуховод

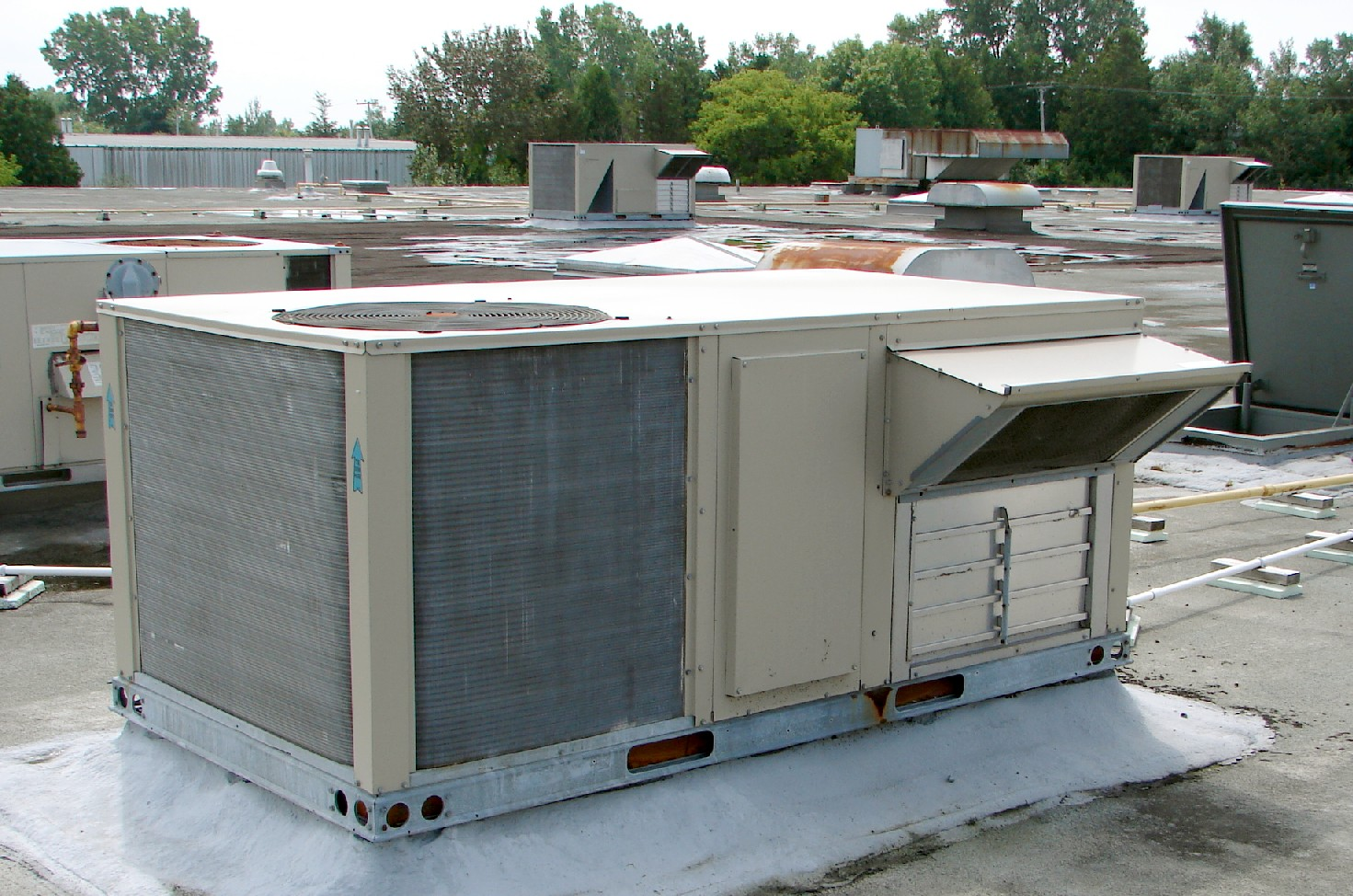
Воздухообрабатывющий агрегат на крыше здания

Воздухообрабатывающая установка, или воздухообрабатывающий агрегат (англ. air handler, supply air unit), — устройство приточной и/или вытяжной вентиляции, обрабатывающее воздух и подающее его в закрытое помещение. Является частью системы отопления, вентиляции и кондиционирования. Воздухообрабатывающая установка, как правило, подключается к центральной вентиляции и включает вентилятор, рекуператор и/или нагревающий либо охлаждающий элемент, стойки или камеры для фильтров, звуковую изоляцию и амортизацию, заключённые в металлический корпус. Обработанный воздух доставляется в помещения либо напрямую, либо через систему воздуховодов. В последнем случае воздух поступает в помещения через доводчики. Также существуют бытовые приборы приточной вентиляции для индивидуального использования в одном помещении — проветриватели и бризеры.

## Конструкция
Агрегаты приточной, вытяжной или приточно-вытяжной вентиляции, как правило, являются набором секций из гальванизированного металла, в которых последовательно располагаются функциональные устройства. Эти секции могут быть моноблочными агрегатами либо являться отдельными модулями. При этом крупные установки достигают нескольких метров в длину. Наружные блоки имеют дополнительную защиту от погодных условий.

### Вентилятор
Вентилятор устройства обеспечивает подачу наружного воздуха в помещение или в систему воздуховодных каналов. Распространено использование
центробежного вентилятора, работающего от двухфазного электродвигателя. В некоторых вариантах воздухообрабатывающих устройств вместо вентилятора используют вентиляционный двигатель — это замкнутая электромеханическая система, состоящая из синхронной машины с синусоидальным распределением магнитного поля в зазоре, датчика положения ротора, преобразователя координат и усилителя мощности. Такие воздухообрабатыватели распространены в США.

### Фильтры
Фильтрация воздуха почти всегда присутствует в приточных установках. Чистоту воздуха обеспечивают с помощью простых
грубых фильтров, HEPA, электростатического осаждения или при помощи комбинации этих методов. Фильтры как правило размещаются в корпусе. В зависимости от степени очистки фильтры, как правило, размещают в двух (или более) кассетах. Фильтр с классом грубой фильтрации располагается перед более тонким фильтром или другим фильтром, который является финальной стадией процесса очистки. Фильтры, размещенные таким образом, легко заменяются и каждый из них защищает более дорогой фильтр следующей ступени очистки.

### Нагревающие/охлаждающие элементы
Воздухообрабатывающие устройства в зависимости от климатических условий оснащены системой подогрева или охлаждения. Способы изменения температуры приточного воздуха варьируются от рекуперации до электрического нагревателя. В крупных агрегатах охлаждение/нагревание приточного воздуха достигается с помощью змеевика теплообменника прямого или непрямого действия. Теплообменник прямого действия включает в свою конструкцию нагреватель, использующий газ или жидкое топливо, который размещен прямо в воздушном потоке. Также может использоваться электронагреватель, тепловой насос или испарительный охладитель (как правило, в местностях с сухим климатом). В холодном климате, где зимой температура регулярно падает ниже нуля, змеевики теплообменника устанавливаются в передней части агрегата, чтобы от оледенения были защищены все остальные секции воздухообрабатывающей установки. Система контроля при этом построена таким образом, что если определённая температура воздуха в потоке не достигнута, то весь воздухообрабатывающий агрегат останавливает работу для защиты от оледенения.

### Балансировка и амортизация
Балансировка и амортизация (виброизоляция, а также шумоизоляция) — это схожие по своим целям функциональные устройства воздухообрабатывающего
агрегата. Балансиры устанавливают в целях устранения источников вибрации. Чтобы вентиляторы не вносили лишние вибрации во всю конструкцию и не ускоряли износ агрегата, на них устанавливают специальные балансиры. Виброизоляцию (гибкие секции) устанавливают между вентиляторным отсеком и остальными частями воздухообрабатывающей установки. Виброизоляция является результатом действия двух процессов внутри препятствия — гашения и изоляции колебаний, которые обусловлены физическими свойствами материала препятствий, а также конструктивными особенностями самого препятствия. Также вентиляторный отсек устанавливают на пружинные опоры, чтобы не допустить передачу вибрации через пол.

### Теплоутилизация
Устройства регенерации или обмена тепла разных видов могут быть установлены между приточным и вытяжным потоками в целях экономии энергии и повышения мощности.
1. Рекуператор или пластинчатый теплообменник: «сэндвич» из пластика или металлических пластин с чересстрочным проходом воздуха. Тепло передается между воздушными потоками от одной стороны пластины на другую. Пластины обычно находятся на расстоянии 4-6 мм друг от друга. Эффективность рекуперации до 70 %.
2. Роторный рекуператор: медленно вращающаяся матрица из гофрированного металла, работающая в обоих направлениях воздушных потоков. Когда агрегат находится в режиме нагрева, встречные потоки в спиральном корпусе теплообменника, частично перемешиваясь, обмениваются теплоэнергией. Таким образом теплый поток удаляемого воздуха отдает часть тепла холодному приточному воздуху. При этом роторный рекуператор может работать и в обратном направлении: то есть передавать тепло от приточного воздуха удаляемому. Эффективность рекуперации до 85 %. Кроме того существуют колеса с гигроскопическим покрытием, обеспечивающие кроме теплопередачи сушку или увлажнение воздушных потоков.
3. Тепловая трубка: когда необходимо гарантировать отсутствие перемешивания воздуха, вытяжной и приточный потоки не соприкасаются. В этом случае в качестве теплопередающей среды используется хладагент. Тепловая трубка состоит из нескольких изолированных трубок. Тепло поглощается на одной стороне трубы через испарение хладагента, и отдается на другой стороне путём его конденсации. Эффективность рекуперации до 65 %.

### Управление
Управление необходимо, чтобы контролировать каждую функцию агрегата, как то: температуру подаваемого воздуха, скорость вентилятора, качество
воздуха, влажность, концентрация загрязнителей. Это может быть простая система включения/выключения разных компонентов устройства, а может быть сложная система автоматизации здания, использующая, например, Demand controlled ventilation, BACnet или LonWorks.

## Бытовые проветриватели и бризеры

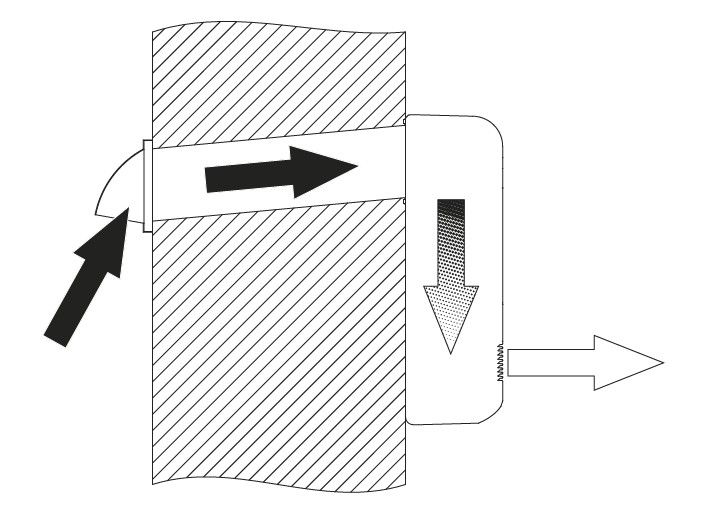
схема работы бризера/стенового проветривателя

Компактная разновидность воздухообрабатывающего агрегата. Как правило выполняет только функцию притока воздуха. Проветриватель (бризер, стеновой проветриватель и т. п.) представляет собой устройство, обеспечивающее механический приток наружного воздуха в помещение. Он состоит из моноблочного корпуса (может быть выполнен в пластике) и вентиляционного воздуховода. Из всех компонентов воздухообрабатывающих агрегатов бризеры сохраняют только вентилятор, фильтры и нагреватели. Так же может присутствовать панель управления. В зависимости от выбранной скорости вращения вентилятора объём притока составляет в среднем от 35 до 120 м3/ч. Комплектация фильтров может сильно разниться в зависимости от производителя. Бризеры и проветриватели монтируется внутри помещения на стену, сообщающуюся с улицей. С внешней стороны остается отверстие диаметром, равным диаметру воздуховода, перекрытое решеткой. Для установки проветривателя в наружной стене бурят сквозной канал от 100 мм. Устройство подключается к сети переменного тока 220 В.

## Галерея

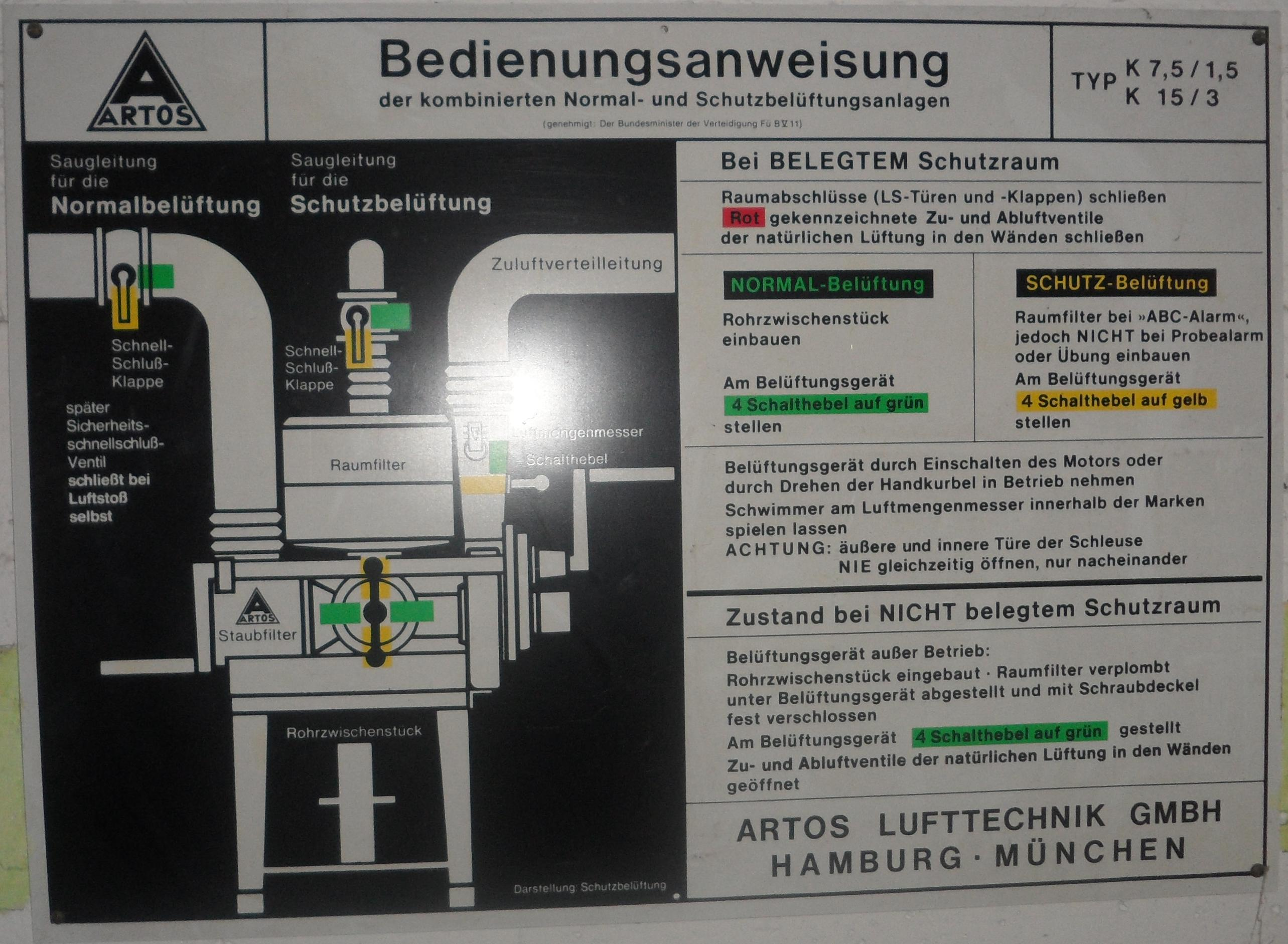
Инструкция и схема  воздухообрабатывающего устройства в немецком военном бункере
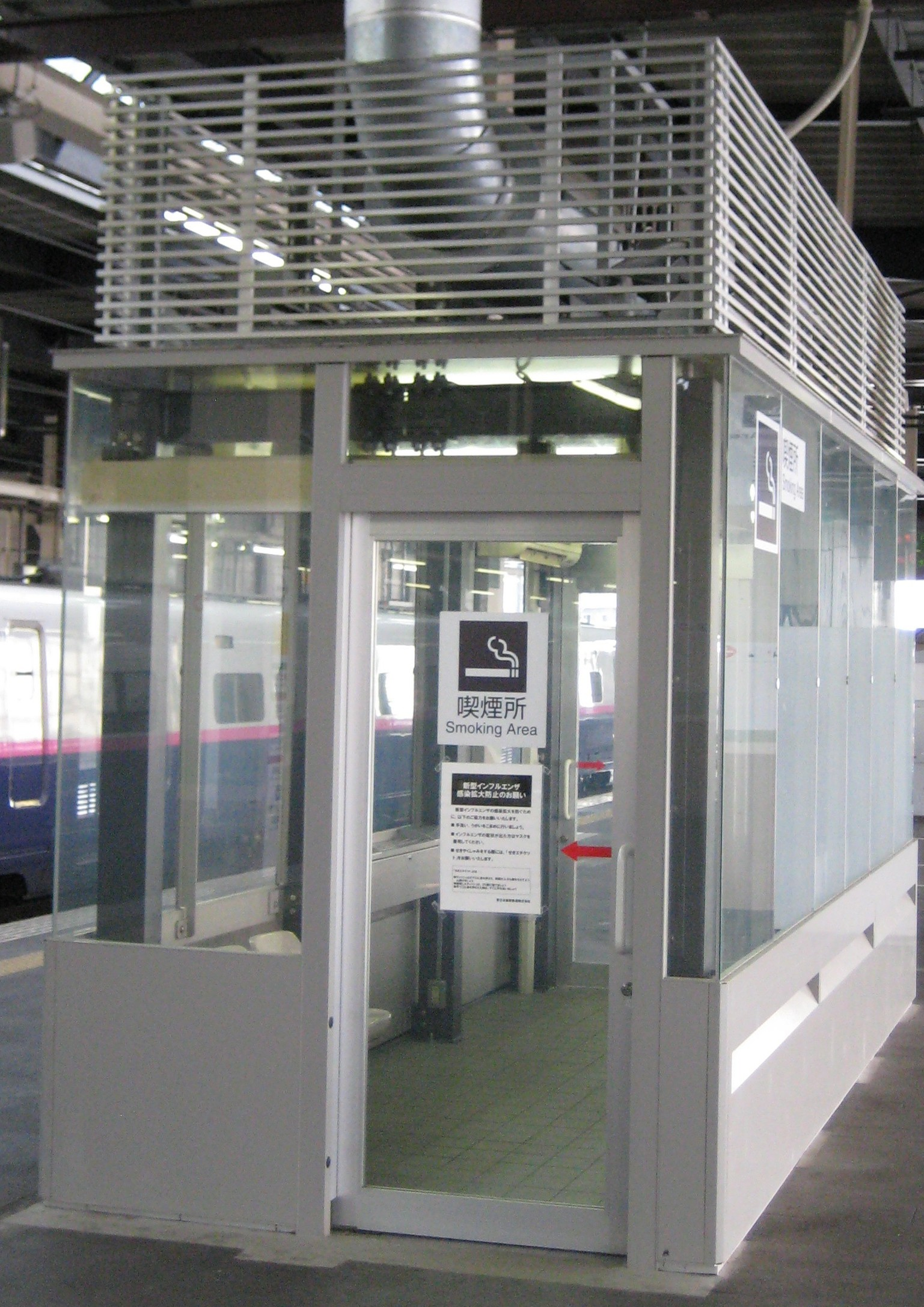
Воздухообрабатывающее устройство над зоной для курения в Японии
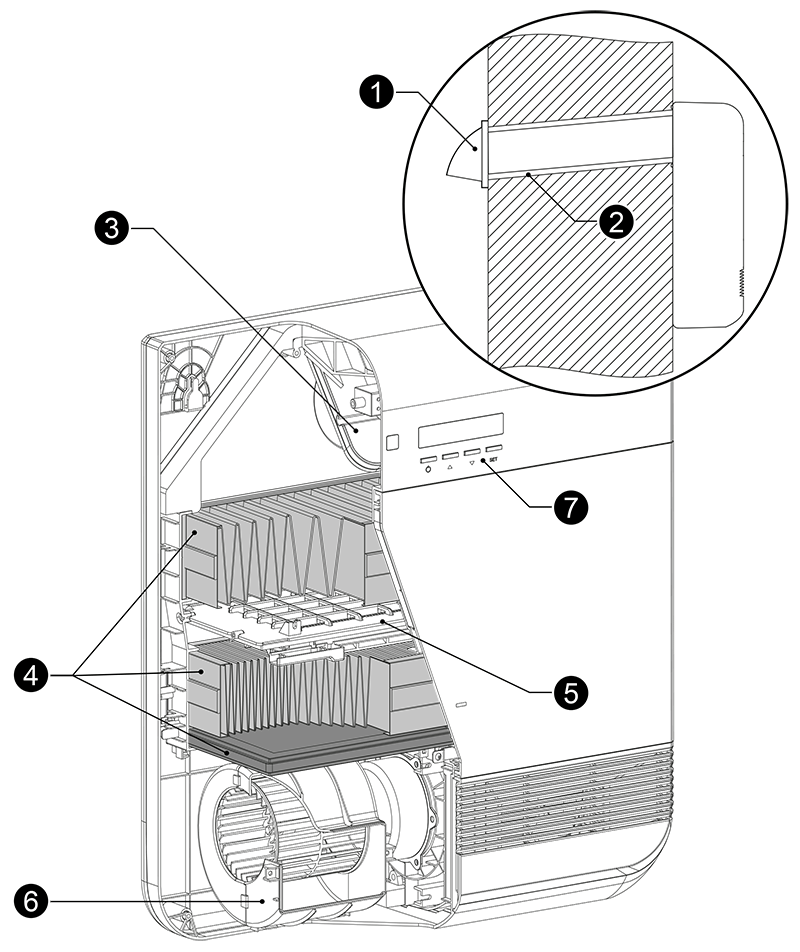
Конструкция бризера: 1 – Воздухозаборная решетка 2 – Воздуховод 3 – Задвижка 4 – Фильтры 5 – Нагревающий элемент 6 – Вентилятор 7 – Панель управления